# Carpomys
A Carpomys az emlősök (Mammalia) osztályának a rágcsálók (Rodentia) rendjébe, ezen belül az egérfélék (Muridae) családjába tartozó nem.

## Rendszerezés
A nembe az alábbi 2 faj tartozik:
- Carpomys melanurus Thomas, 1895 – típusfaj
- Carpomys phaeurus Thomas, 1895